# Велика петорка
Велика петорка, руска петорица или моћна гомилица (рус. Могучая кучка), био је назив за групу руских композитора активних током половине 19. века. Група, чији је предводник био Милиј Балакирјев, оформљена је у Санкт Петербургу под снажним утицајем музике Михаила Глинке.
Циљ „Руске петорке” био је компоновање музике с коријенима у руском фолклору, умјесто ослањања на европску музичку традицију. Романтизам је снажно утицао на руску културу и националну свест, а његови најзначајнији представници у музици су били управо чланови „Моћне гомилице”, осим Балакирјева још и:
- Александар Бородин
- Николај Римски-Корсаков
- Модест Мусоргски
- Цезар Кјуј

Чланови „Петорице” по својим примарним занимањима нису били музичари, али су били музички образовани. Супротстављали су се групи професионалних музичара кој су били познати под називом „Академичари”.

## Настанак
Формирање групе почело је 1856. првим сусретом Балакирева и Сезара Кија. Модест Мусоргски им се придружио 1857, Николај Римски-Корсаков 1861, а Александар Бородин 1862. Сви композитори били су младићи: 1862. године Балакирев је имао 25, Кјуј 27, Мусоргски 23, Бородин је био најстарији са 28, а Римски-Корсаков је имао само 18 година. Сви су били самообучени аматери. Бородин је комбиновао компоновање са каријером у хемији. Римски-Корсаков је био морнарички официр (написао је Прву симфонију на трогодишњем поморском путовању обилазећи свет). Мусоргски је био у престижном Преображенском пуку царске гарде, а затим у државној служби пре него што је почео да се бави музиком; чак и на врхунцу своје каријере 1870-их био је приморан због своје навике да пије да задржи посао са пуним радним временом у Државном одељењу за шумарство.
За разлику од елитног статуса и дворских веза композитора са Конзерваторијума као што је Петар Иљич Чајковски, Петорица су углавном били из мањег племства, из провинције. У извесној мери њихов esprit de corps зависио је од мита, који су они сами створили, о покрету који је био више „аутентично руски“, у смислу да је био ближи народу и земљи него класичним академским постулатима. Подстакнути руским националним идејама, петорица су „настојала да прихвате елементе руралног руског живота, да изграде национални понос и да спрече да западни идеали продре у њихову културу“.
Пре њих, Михаил Глинка и Александар Даргомижскиј су делимучно утрли пут ка стварању изразито руске музике, пишући опере на руске теме, али Велика петорка је представљала први циљани покушај развоја такве музике, са Стасовим као њиховим уметничким саветником и Даргомишким као саветником. Круг је почео да се распада током 1870-их, без сумње делимично због чињенице да се Балакирев повукао из музичког живота на одређено време, почетком ове деценије. Сви чланови групације су сахрањени на Тихвинском гробљу у Санкт Петербургу.

## Оријентализам
Једно обележје „Петорке“ било је ослањање на оријентализам. Многа суштински „руска“ дела настала су у оријенталном стилу, као што су Исламеј Балакирјева, Бородинов кнез Игор и Шехерезада Римског-Корсакова. Оријентализам је, заправо, постао широко сматран на Западу као један најпознатијих аспеката руске музике и цртом руског националног карактера. Као вођа Петорке, Балакирев је подстицао употребу источњачких тема и хармонија како би се њихова музика издвојила од немачког симфонизма Антона Рубинштајна и других западно оријентисаних композитора. Пошто је Римски-Корсаков користио руске народне и оријенталне мелодије у својој Првој симфонији, Стасов и други националисти су је назвали „Првом руском симфонијом“, иако је Рубинштајн написао своју Океанску симфонију десетак година пре. То су биле теме које је Балакирев забележио на Кавказу. „Симфонија је добра“, написао је Кјуј Римском-Корсакову 1863. године, док је овај био на поморском ангажману. „Одиграли смо га пре неколико дана код Балакирева — на велико задовољство Стасова. Заиста је руски. Могао је да га састави само Рус, јер у њему нема ни најмањег трага било каквог устајале германштине“.
Оријентализам није био ограничен на коришћење аутентичних источњачких мелодија. Оно што је постало важније од самих мелодија биле су музичке конвенције које су им додане. Ове конвенције су омогућиле оријентализму да постане пут за писање музике о темама као што су политичке теме и еротске фантазије. Такође је постао средство за изражавање руске надмоћи како се царство ширило под Александром II. То је често било појачано мизогинистичком симболиком — рационални, активни и морални западњачки мушкарац наспрам ирационалне, пасивне и неморалне источњачке жене.
Два главна дела у којима у потпуности доминира оријентализам су Римски-Корсаковљева симфонијска свита Антар и Балакирјева симфонијска поема Тамара. Антар, смештен у Арабији, користи два различита стила музике, западни (руски) и источни (арапски). Прва тема, Антарова, је мушког и руског карактера. Друга тема, женствена и оријентална. Римски-Корсаков је био у стању да донекле ублажи имплицитну мизогинију. Међутим, женска сензуалност има парализирајући, на крају деструктиван утицај. Док Гул Назар гаси Антаров живот у коначном загрљају, жена савладава мушкарца.
Балакирјев даје отвореније мизогинистички поглед на оријенталне жене у Тамари. Првобитно је планирао да за ово дело напише кавкаски плес под називом лезгинка, по узору на Глинку. Међутим, открио је песму Михаила Љермонтова о лепој Тамари, која је живела у кули поред Даријалске клисуре Она је намамила путнике и дозволила им да уживају у ноћи сензуалних ужитака, само да би их убила и бацила њихова тела у реку Терек. Балакирјев користи два специфична кључа за оријентализам у писању Тамаре. Први кључ, заснован је на опсесивним ритмовима, понављању нота, климактичним ефектима и убрзаном темпу, представља дионизијску опијеност. Други кључ, који се састоји од непредвидивих ритмова, неправилног фразирања и заснован на дугим пасусима са много понављаних нота, увећаним и смањеним интервалима и проширеним мелисмама, осликава сензуалну чежњу.